# Lolland-Falster 1943-1944
|  | Denne artikel er oprettet af botten Steenthbot ud fra en ekstern database. Den kan derfor have sproglige fejl eller mangler. Denne skabelon kan fjernes efter kontrol af indholdet. |

Lolland-Falster 1943-1944 er en dansk dokumentarisk optagelse fra 1944.

## Handling
Optagelser fra Nakskov med skibsværftet, OTA-fabrikken og den gamle by, fra Horslunde Kro, Nykøbing F., Herritslev, Nysted, Knuthenborg og Maribo, foruden idylliske sommerbilleder fra fiskerhavne, badestrande og landskaber, ringridning i slowmotion, en herrefrokost på Søllested Gæstgivergård (reklame for Nykøbing Pilsner måske?), og to unge kvinder på udflugt til Maribo og omegn. Omkring midtvejs er der private optagelser af kronprinsparret Frederik og Ingrids sommerferie på Corselitze Gods. Ved Amalienborg Slot er soldater på vagt, og en bil kører ud fra slottet. Kronprinsparret ankommer i bil til Corselitze Gods med kronprinsesse Margrethe. Kronprinsparret og Margrethe i godsets have, hvor de kigger på en buket blomster. Kronprinsparret spiller tennis på godsets tennisbane.